# Agonum piceolum
Agonum piceolum är en skalbaggsart som beskrevs av Leconte 1879. Agonum piceolum ingår i släktet Agonum och familjen jordlöpare. Inga underarter finns listade i Catalogue of Life.